# Colinele Elanului
Colinele Elanului este o arie protejată (sit de importanță comunitară — SCI) din România, desemnată în scopul protejării biodiversității și menținerii într-o stare de conservare favorabilă a florei spontane și faunei sălbatice, precum și a habitatelor naturale de interes comunitar aflate în arealul zonei de protecție. Aceasta se află în Moldova, pe teritoriul estic al județului Vaslui.

## Localizare
Aria naturală se întinde în extremitatea sud-estică a județului Vaslui (aproape de limita de graniță cu județul Galați), pe teritoriile administrative ale comunelor: Berezeni, Găgești și Vutcani.  Aceasta este străbătută de drumul județean DJ244B, care leagă localitatea Giurcani de satul Poșta Elan.

## Înființare
Zona a fost declarată sit de importanță comunitară prin Ordinul nr. 2.387 din 29 septembrie 2011 (pentru modificarea Ordinului ministrului mediului și dezvoltării durabile nr. 1.964/2007 privind instituirea regimului de arie naturală protejată a siturilor de importanță comunitară, ca parte integrantă a rețelei ecologice europene Natura 2000 în România) și se întinde pe o suprafață de 741,4 hectare.

## Biodiversitate
Situl reprezintă o zonă naturală (mlaștini, turbării, terenuri arabile cultivate și pajiști xerofile) încadrată în bioregiunea stepică a Depresiunii Elanului aparținând Podișului Bârladului (subunitate geomorfologică a Podișului Moldovenesc); ce dispune de două tipuri de habitate: Stepe ponto-sarmatice și Tufărișuri de foioase ponto-sarmatice.

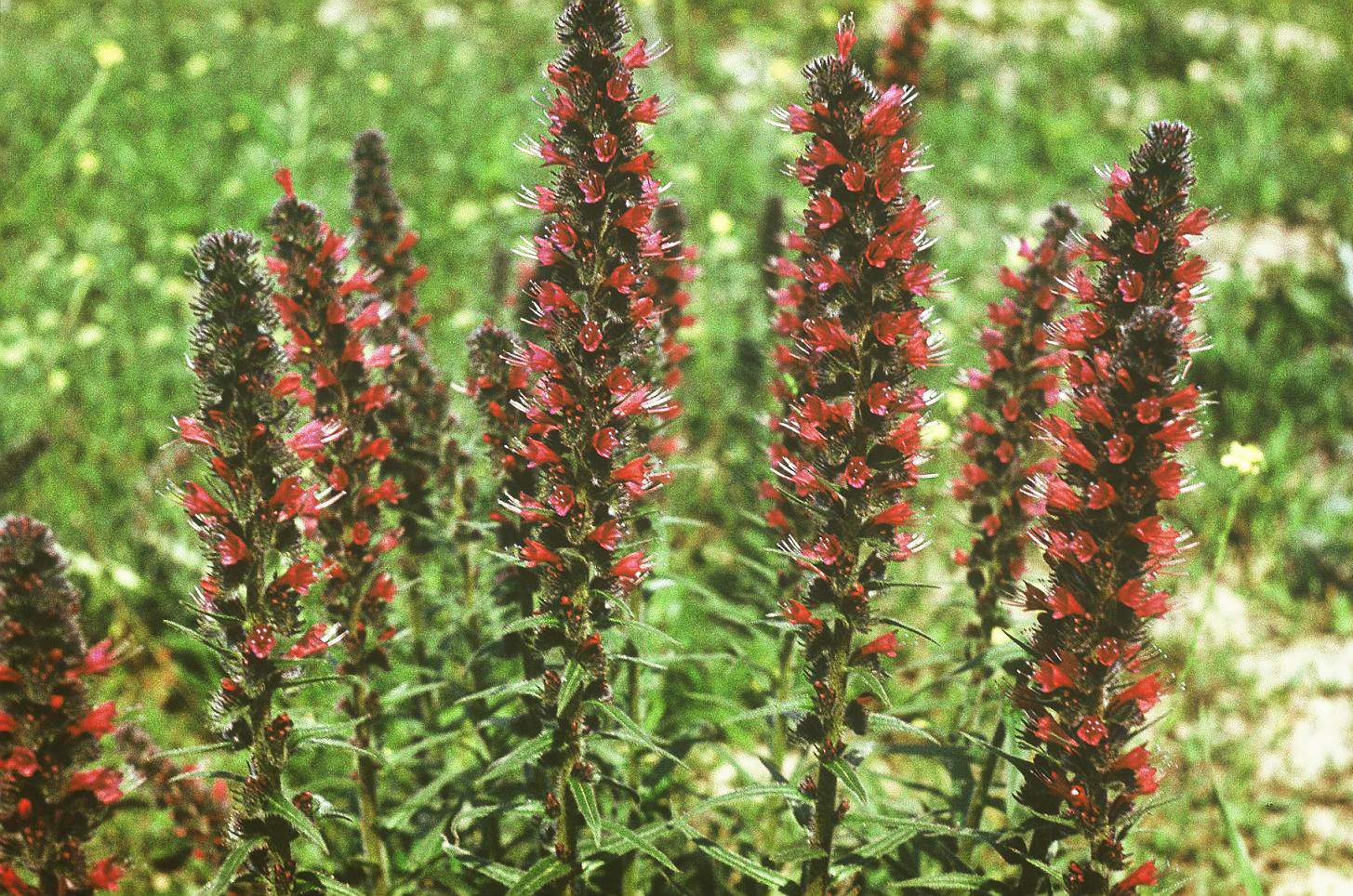
Capul-șarpelui (Echium russicum)

Arealul sitului adăpostește și conservă mai multe elemente floristice continental-pontice, specifice stepelor (aflate în estul țării) Podișului Moldovei.
La baza desemnării sitului se află trei specii floristice enumerate în anexa I-a a Directivei Consiliului European 92/43/CE din 21 mai 1992 (privind conservarea habitatelor naturale și a speciilor de faună și floră sălbatică); astfel: capul-șarpelui (Echium russicum), târtanul (Crambe tataria) și stânjenelul sălbatic (Iris aphylla ssp. hungarica). 
Alte specii floristice semnalate în perimetrul ariei naturale: bujorul de stepă (Paeonia tenuifolia), un endemism (pentru acest sit din specia Palimbia rediviva ce aparține familiei Apiaceae, vinetele (Centaurea marschalliana), o brândușă din specia Colchicum fominii, belivalie sarmațiană (Bellevalia sarmatica), coșaci pubiflori (Astragalus pubiflorus), buruiana talanului (Adonis volgensis) sau dedițel vânăt (Pulsatilla montana). 

## Căi de acces
- Drumul național DN24A pe ruta. Huși - Gura Văii - Lunca Banului - Lunca Veche - Vetrișoaia - Berezeni.

## Monumente și atracții turistice
În vecinătatea sitului se află câteva obiective de interes istoric, cultural și turistic; astfel:
- Biserica „Sf. Împărați Constantin și Elena” din Mălăiești, construcție 1884, monument istoric (cod LMI VS-II-m-A-06853.01).
- Conacul Constantin Corbu din Mălăiești (azi Centrul de Recuperare și Reabilitare Neuropsihiatrică), construcție secolul al XIX-lea, monument istoric (cod LMI VS-II-m-B-06853.02).
- Situl arheologic de la Giurcani (necropole atribuite perioadelor: sec. II - IV p. Chr., Epoca romană, Epoca bronzului).